# Cyberfemminismo
Il cyberfemminismo è un approccio femminista che mette in primo piano la relazione tra cyberspazio, Internet e tecnologia. Con il termine si può fare riferimento a una specifica filosofia, metodologia o comunità. Il termine è stato coniato all'inizio degli anni '90 per designare le ricerche delle femministe volte a teorizzare, criticare, esplorare e ricostruire Internet, il cyberspazio e le tecnologie dei nuovi media in generale. Il catalizzatore fondamentale per la formazione del pensiero cyberfemminista è attribuito al Manifesto Cyborg di Donna Haraway (1991), al femminismo della terza ondata, al femminismo post-strutturalista, alla cultura riot grrrl e alla critica femminista sulla notevole emarginazione delle donne nelle discussioni sulla tecnologia.

## Nascita e definizione del cyberfemminismo
Sono varie le definizioni di cyberfemminismo espresse nel tempo, data la pluralità dei metodi di approccio.
Nella sua introduzione al Manifesto cyborg di Donna Haraway (Feltrinelli, 1995), Rosi Braidotti sostiene che il cyberfemminismo «inaugura un nuovo modo di pensare l'identità sessuata», per superare le logiche binarie che contrappongono il maschile al femminile. L'obiettivo è quello di ripensare la comunità come «insieme fluttuante di soggetti», allo stesso tempo semiotici e materiali, «uniti dal desiderio di forgiare legami che non riproducano la matrice sessista e razzista del pensiero logocentrico». Il cyborg infatti «diffonde e confonde deliberatamente e abbastanza spudoratamente le distinzioni dualistiche che fondano la nostra cultura, quelle tra umano/meccanico; natura/cultura; maschile/femminile; edipico/non edipico ecc.»: «è un modo di pensare la specificità senza piombare nel relativismo». Il "soggetto cyber" è inoltre «diventato una figurazione per le molteplici identità sessuali minoritarie e trasgressive, che non si riconoscono nell'eterosessualità di stato e rifiutano anche l'omosessualità come ghetto socio-culturale».
Il cyberfemminismo si è in parte sviluppato come reazione agli approcci femministi degli anni '80 pessimisti nei confronti della tecnologia, vista come intrinsecamente maschile e come un "giocattolo per ragazzi". Come afferma l'artista cibernetica Faith Wilding, «se il femminismo dev'essere adeguato al suo cyber-potenziale, allora deve cambiare per stare al passo con le mutevoli complessità delle realtà sociali e delle condizioni di vita, le quali subiscono il profondo impatto che le tecnologie delle comunicazioni e la tecno-scienza hanno su tutte le nostre vite. Spetta al cyberfemminismo usare le intuizioni teoriche femministe e gli strumenti strategici, ed unirli alle cyber-tecniche per combattere realmente il vero sessismo, razzismo, militarismo codificati nel software e nell'hardware della Rete, politicizzando in modo tale questo ambiente».
La studiosa americana Mia Consalvo definisce il cyberfemminismo come:
1. un cartellino per le donne — specialmente per le giovani donne che potrebbero pure non volersi allineare alla storia del femminismo — per non usufruire solamente delle nuove tecnologie, ma per partecipare anche attivamente alla produzione di esse;
2. un impegno critico sulle nuove tecnologie e il loro intreccio con le strutture di potere e l'oppressione sistemica.[3]

Nel 1991, insieme alla pubblicazione del Manifesto cyborg, in Australia viene fondato il collettivo artistico VNS Matrix, la cui pratica si concentra soprattutto sul ruolo delle donne nella tecnologia e nell'arte, affrontando in particolare il problema del «dominio e controllo del genere nelle nuove tecnologie» ed esplorando «la costruzione dello spazio sociale, dell'identità e della sessualità nel cyberspazio». Come scrive una delle fondatrici del gruppo, Julianne Pierce, «nel 1991, in un'accogliente città australiana chiamata Adelaide, quattro ragazze annoiate decisero di divertirsi con l'arte e la teoria femminista francese... in omaggio a Donna Haraway cominciarono a giocare sull'idea del cyberfemminismo». Lo stesso anno il collettivo pubblica il Manifesto Cyberfemminista per il XXI secolo, «per inserire le donne, la fluidità corporea e la coscienza politica negli spazi elettronici»: «siamo il virus del disordine del nuovo mondo / rompiamo il simbolico dall'interno / sabotatrici del sistema del big daddy» («we are the virus of the new world disorder / rupturing the symbolic from within / saboteurs of big daddy mainframe»).
Sempre nel 1991, la marxista-cibernetica Sadie Plant definisce, con il termine cyberfemminismo, l'influenza femminilizzante della tecnologia sulla società occidentale: «nel cyberspazio il corpo è diventato il punto di fusione di flussi diversi di informazione, un sistema di elaborazione né maschile né femminile».
Nel settembre 1997 la comunità cyberfemminista berlinese dell'Old Boys Network organizza il primo congresso cyberfemminista internazionale e stila 100 antitesi su cosa non è il cyberfemminismo: «non è una dichiarazione di moda», «non è completo», «non è anti maschio», «non è apolitico», «non è concreto», «non è politically correct», «non è senza limiti», «non è neutrale», «non è lacaniano», «non è fantascienza», «non si occupa di giocattoli noiosi per ragazzi annoiati», «non è una strada a senso unico», «non è solo femminismo» e «non è un solo femminismo», «non ha una sola lingua», ecc. La fondatrice dell'Old Boys Network, Cornelia Sollfrank, afferma inoltre che «il Cyberfemminismo è un mito. Un mito è una storia di origine non identificabile, o di origini differenti. Un mito si basa su una storia principale che è raccontata più e più volte in diverse varianti. Un mito nega un'unica storia così come un'unica verità, ed implica una ricerca della verità negli spazi, nelle differenze tra le storie differenti. Parlare del Cyberfemminismo come di un mito non intende mistificarlo, ma indica semplicemente che il Cyberfemminismo esiste soltanto nella pluralità».
Il cyberfemminismo è anche considerato precursore del "femminismo in rete" (en: networked feminism) ed è stato posto in relazione al campo di ricerca della scienza femminista e degli studi tecnologici.

## Presupposti teorici

### La teoria cyborg di Donna Haraway
Donna Haraway è considerata la madre del cyberfemminismo grazie al suo saggio Manifesto cyborg. Donne, tecnologie e biopolitiche del corpo (1985), che ha conosciuto il successo nel 1991 con la pubblicazione in Simians, Cyborgs and Women: The Reinvention of Nature.
Il pensiero di Donna Haraway è fondato sullo studio delle implicazioni della tecnologia e della scienza sulla vita dell'uomo moderno. Secondo la studiosa statunitense, la cultura occidentale è sempre stata caratterizzata da una struttura binaria ruotante intorno a coppie di categorie come uomo/donna, naturale/artificiale, corpo/mente. Questo dualismo concettuale non è simmetrico, ma è basato sul predominio di un elemento sugli altri: «nella tradizione occidentale sono esistiti persistenti dualismi e sono stati tutti funzionali alle logiche e alle pratiche del dominio sulle donne, sulla gente di colore, sulla natura, sui lavoratori, sugli animali: dal dominio cioè di chiunque fosse costruito come altro col compito di rispecchiare il sé». Haraway introduce quindi la figura del cyborg, che da invenzione fantascientifica diventa metafora della condizione umana. Il cyborg è al contempo uomo e macchina, individuo non sessuato o situato oltre le categorie di genere, creatura sospesa tra finzione e realtà: «il cyborg è un organismo cibernetico, un ibrido di macchina e organismo, una creatura che appartiene tanto alla realtà sociale quanto alla finzione».
Questa figura permette di comprendere come la pretesa naturalità dell'uomo sia in effetti solo una costruzione culturale, poiché tutti siamo in qualche modo dei cyborg. L'uso di protesi, lenti a contatto, by-pass sono solo un esempio di come la scienza sia penetrata nel quotidiano e abbia trasformato la vita dell'uomo moderno. La tecnologia ha influenzato soprattutto la concezione del corpo, che diventa un territorio di sperimentazione, di manipolazione, smettendo dunque di essere inalterato e intoccabile. Se il corpo può venire trasformato e gestito, cade il mito che lo vede come sede di una naturalità opposta alla artificialità. Di conseguenza viene invalidato il sistema di pensiero occidentale incentrato sulla contrapposizione di due elementi antitetici, perché non possiamo più pensare all'uomo in termini esclusivamente biologici. Il cyborg è infatti una creatura né macchina né uomo, né maschio né femmina, situato oltre i confini delle categorie che siamo normalmente abituati a utilizzare per interpretare il mondo.

### La Dialettica del Sessodi Shulamith Firestone
Precursore in un certo senso del Manifesto cyborg di Haraway è considerato il volume The Dialectic of Sex: The Case for Feminist Revolution (1970) della studiosa americana Shulamith Firestone, che si concentra sulla tecnologia riproduttiva, vista come una modalità per indebolire la connessione fra identità femminile e nascita del bambino, e per liberare le donne dall'obbligo di gestare figli per creare una famiglia nucleare. Secondo Firestone, la disuguaglianza di genere e l'oppressione contro le donne potrebbero essere risolte se i ruoli associati alla riproduzione non esistessero.
Sia Firestone che Haraway hanno ideali basati sul rendere androgini gli individui, ed entrambe auspicano che la società vada oltre la biologia attraverso il miglioramento della tecnologia.

## Esiti più recenti
L'uso del termine cyberfemminismo si è ridotto nel nuovo millennio, in parte a causa della bolla delle dot-com che ha piegato l'inclinazione utopica di gran parte della cultura digitale.
In Cyberfemminismo 2.0 (2012), Radhika Gajjala e Yeon Ju Oh sostengono che il cyberfemminismo abbia assunto nel XXI secolo diverse forme nuove e consista soprattutto nella partecipazione delle donne alla rete Internet. Le cyberfemministe si trovano nei blog femminili e nelle relative conferenze, nei giochi online femminili, nei fandom, nei social media, nei gruppi online di madri che svolgono attivismo pro allattamento, negli spazi online popolati da reti marginali di donne non occidentali, ecc. L'attivismo e l'azione femminista online è particolarmente diffusa fra le donne di colore e fra i gruppi intersezionali.
Magdalena Olszanowski ritiene che il cyberfemminismo ha subìto un declino negli ultimi anni in ambito letterario e come movimento, e tuttavia non nell'arte, in cui esso è ancora in atto e il cui contributo è cruciale per lo sviluppo di un'estetica postumana.

### Xenofemminismo
Lo xenofemminismo è un ramo del cyberfemminismo sorto attraverso il collettivo Laboria Cuboniks. Nel manifesto del 2018, Xenofeminism: A Politics for Alienation (it: "Xenofemminismo: Una Politica per l'Alienazione"), il collettivo esprime le proprie argomentazioni contro la natura concepita come naturale e immutabile — «Se la natura è ingiusta, cambia la natura!» —, a favore di un futuro in cui tutte le identità siano essenzialmente agender (cioè libere dal "genere" come costrutto culturale e sociale) e in cui il femminismo possa destabilizzare e reinterpretare gli "strumenti del maestro" per la ricostruzione della propria vita: «Lo xenofemminismo persegue l’abolizione del genere. [...] Con il termine “abolizionismo del genere” intendiamo l’ambizione di costruire una società in cui i tratti attualmente riuniti sotto la rubrica del genere non possano più fornire una griglia per il funzionamento asimmetrico del potere. L’“abolizionismo della razza” si sviluppa con una formula simile – la lotta deve continuare fino a quando le caratteristiche attualmente razzializzate non siano più la base della discriminazione, non più del colore degli occhi. In ultima analisi, ogni abolizionismo emancipatorio deve tendere all’orizzonte dell’abolizionismo delle classi, poiché è nel capitalismo che incontriamo l’oppressione nella sua forma trasparente e denaturalizzata: non siete sfruttat* o oppress* perché lavorator* salariat* o pover*; siete lavorator* o pover* perché siete sfruttat*».

## Principali teoriche
- Gayatri Chakravorty Spivak
- Mia Consalvo
- Shulamith Firestone
- Radhika Gajjala
- Donna Haraway
- Nancy Katherine Hayles

- Susanna Paasonen
- Julianne Pierce
- Sadie Plant
- Amy Richards
- Marianne Schnall
- Faith Wilding